# بانرجیو
بانرجیو (انگلیسی: BanRegio) شرکت خدمات مالی و بانکداری مکزیکی است، که در سال ۱۹۹۴ تأسیس شد.